# Мартин Проданов
Мартин Проданов е български лекоатлет, състезател по бягане на средно дълги дистанции и националнен рекордьор на 1500 метра на открито с време 3:39.34. Рекордът е поставен през 2022 г. и подобрява постижението на Евгени Игнатов от 1982 г. – 3:39.53. Проданов е първият българин, който бяга 1609 м под 4 мин. Това се случва два пъти през 2022 г. На 12 февруари 2022 с време 3:58.72 подобрява собствения си нацинален рекорд на тази дистанция, който е поставен през 2019 г. – 4:03.76. На 26 февруари 2022 г. отново подобрява рекорда с време 3:57.65.
Мартин Проданов е роден в град Пловдив на 16 декември 1999. Баща му и дядо му по бащина линия са опитни състезатели на 1500 м. Баща му Светлин Проданов постига време 3:44.54 през 1994 г., а дядо му Милчо Проданов – 3:47.5 през 1970 г. Майка му е Екатерина Дафовска. Проданов започва да тренира лека атлетика под ръководството на Йорданка Аризанова в 11-ти клас, а по-късно получава и спортна стипендия за образование в колеж в щата Мисури, САЩ.

## Лични рекорди
| Дисциплина | Време   | Местоположение             | Дата       |
| ---------- | ------- | -------------------------- | ---------- |
| 400 метра  | 49.44   | Стара Загора               | 02.06.2018 |
| 800 метра  | 1:49.78 | Файетвил, Северна Каролина | 12.04.2019 |
| 1500 метра | 3:39.34 | Азюса, Калифорния          | 15.04.2022 |

| Дисциплина | Време                  | Местоположение         | Дата       |
| ---------- | ---------------------- | ---------------------- | ---------- |
| 600 метра  | 1:21.05                | Колумбия, Мисури       | 11.01.2019 |
| 800 метра  | 1:52.91                | София                  | 13.01.2018 |
| 800 метра  | 1:50.89 (не е легално) | Аймс, Айова            | 09.02.2019 |
| 1500 метра | 3:52.14                | София                  | 03.02.2018 |
| 1 миля     | 3:57.65                | Колидж Стейшън, Тексас | 26.02.2022 |
| 3000 метра | 8:26.08                | Колидж Стейшън, Тексас | 25.02.2020 |